# Margraviato de Baden-Durlach
El Margraviato de Baden-Durlach fue un territorio del Sacro Imperio Romano y existió desde 1535 hasta 1771, cuando se unificó con Baden-Baden.

## Territorio
El Margraviato de Baden-Durlach comprendía un área en el medio del Alto Rin alrededor de las ciudades de Pforzheim y Durlach, el Margraviato de Hachberg alrededor de Emmendingen y un área llamada Markgräflerland en el sur del Alto Rin entre Müllheim y Lörrach.
En detalle, los componentes territoriales fueron los siguientes:
Margraviato Inferior (aproximadamente el 40% de la superficie total) 
- Bajo Margraviato de Baden-Durlach
  - Ayuntamiento de Pforzheim
  - Amt de Stein/ Langensteinbach
  - Ayuntamiento de Durlach
  - Oberamt Karlsruhe (anteriormente compuesto por los Ämter de Mühlburg, Staffort y Graben)
  - El feudo incorporado de Rhodt unter Rietburg en el Palatinado y Münzesheim im Kraichgau

Margraviato Superior (aprox. 60% de la superficie total)
- Ayuntamiento de Hachberg
  - Margraviato de Baden-Hachberg
  - Señorío de Prechtal (Condominio con Fürstenberg)
- Markgräflerland
  - Señorío de Badenweiler (también Oberamt Badenweiler)
  - Oberamt de Rötteln (c. 450 km²)
    - Landgraviato de Sausenberg
    - Señorío del castillo de Rötteln.

## Historia
En 1535, el Margraviato de Baden se convirtió en el Margraviato de Baden-Baden y Baden-Durlach por herencia. El Margrave Carlos II de Baden-Durlach introdujo la Reforma en 1556 y en 1565 trasladó la residencia de Pforzheim a Durlach.
A partir de 1594, Baden-Durlach ejerció la administración forzada en Baden-Baden en el marco de la ocupación del Alto Baden después de que el margrave Jorge Federico se apoderara del territorio a la luz de la bancarrota de sus parientes. Jorge Federico se unió a la Unión Protestante en un esfuerzo por proteger sus reclamaciones debido a que la ocupación no fue autorizada por el emperador. La ocupación terminó en 1622 después de que Jorge Federico fue derrotado en la batalla de Wimpfen, tras lo cual, fue obligado a devolverle el control de Baden-Baden a sus parientes. En la guerra de los Nueve Años, las ciudades de Pforzheim y Durlach fueron incendiados durante un asedio.
El margrave Carlos III Guillermo construyó su nuevo castillo en la llanura abierta desde 1715; La ciudad que surgió alrededor del castillo se llamó más tarde Karlsruhe.
El margrave Carlos Federico heredó el margraviato de Baden-Baden en 1771, que nuevamente se fusionó con Baden-Durlach en el margraviato de Baden.
La residencia de verano del Margrave de Baden-Durlach fue el Markgräflerhof en Basilea . Allí los margraves poseían más propiedades.

## Escudo de armas

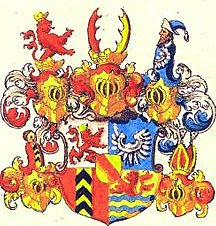
Escudo de armas durante el reinado de Carlos II

El escudo de armas sufrió diversas modificaciones a lo largo del tiempo. En esta sección se describirá el escudo de armas representado en el sello del margrave Carlos II:
El escusón de campo de oro contenía la banda de gules de Badenweiler sobre un fondo dorado. En el primer cuartel se encontraba un campo de plata con un león rampante de gules coronado de oro por los Landgraves de Sausenberg. En el segundo cuartel se encontraba un campo de azur en donde se mostraba el ala de plata de los señores del castillo de Üsenberg. En el tercer cuartel, en un campo de gules, había una banda vertical de oro con tres chevrones de sable, el escudo de armas del señorío de Badenweiler. En el cuarto cuartel se encontraba el león rojo de los señores de Rötteln.
El escudo de armas estaba rodeado por cinco cascos. El casco superior central lleva los cuernos de la cabra montés de Badenweiler. A su lado hay un casco con el león de Sausenberg y otro con la parte superior de un hombre que lleva el ala del escudo de armas de Üsenberg. En el lado izquierdo del escudo hay un casco con la parte superior de un hombre joven, que lleva la banda vertical del escudo de armas de Badenweiler, y a la derecha hay un casco con una mitra de obispo , que simboliza el Schirmvogtei que ostentaba el señorío de Rötteln sobre varios monasterios.

## Ejército de Baden-Duralch
El Margraviato tenía el acuerdo con la Reichsmatrikel de contribuir a las tropas imperiales. Además del ejército permanente de las tropas del distrito, los margraves también establecieron las llamadas tropas de la casa.
La fuerza más grande en la historia de Baden-Durlach fue establecida por el Margrave Jorge Federico I de Baden-Durlach en 1622. Con 15.000 hombres, en su mayoría tropas mercenarias reclutadas.

## Calendario
En el Margraviato, como en todo el imperio hasta 1582, se utilizó el calendario juliano. Sin embargo, mientras que el Margraviato de Baden-Baden en 1582 la transición al calendario gregoriano comprometía — 4 de octubre de 1582 seguido inmediatamente 15 de octubre de, 1582 — retenida a Baden-Durlach como todos, la facción protestante establece el calendario juliano, como se ve en Los tiempos de conflicto religioso no podían simplemente seguir las instrucciones de un papa.
El Corpus Evangélico en el Reichstag solo acordó en 1699 aproximar el calendario gregoriano, el llamado calendario juliano mejorado. La introducción en Baden-Durlach fue en 1700; El 18 de febrero fue seguido inmediatamente por el 1 de marzo de 1700. En consecuencia, no se pueden encontrar entradas del 19 al 28 de febrero de 1700 en los registros de la iglesias del margraviato.

## Religión
Al igual que el resto del Imperio alemán, el Margraviato era católico al principio . El margrave Carlos II emitió una nueva orden eclesiástica basada en el modelo de Württemberg (es decir, luterano) el 1 de junio de 1556 , introduciendo así la Reforma en sus tierras.
Aunque sus dos hijos mayores se apartaron del luteranismo ( Ernesto Federico se convirtió al calvinismo en 1599 y Jacobo al catolicismo en 1590), Baden-Durlach siguió siendo luterano con breves interrupciones, ya que el tercer hijo, Jorge Federico, siguió siendo luterano, sobrevivió a sus hermanos y reunificó al país.
El margrave también fue el jefe de la Iglesia protestante regional. La administración real de la Iglesia fue dirigida por un consejo de la Iglesia. Se nombró un superintendente general para el Oberland y el Unterland, que supervisaba las diócesis , que estaban dirigidas por un superintendente especial. Esto a su vez controla las parroquias. La interpretación uniforme de los principios de la fe fue asegurada a través de visitas regulares a la iglesia.

## Soberanos
- 1515-1553: Ernesto I
- 1553-1577: Carlos II
- 1577-1604: Ernesto Federico I junto a
  - 1577-1590: Jacobo III
  - 1590-1591: Ernesto Jacobo I
  - 1577-1622: Jorge Federico I
- 1622-1659: Federico V
- 1659-1677: Federico VI
- 1677-1709: Federico VII
- 1709-1738: Carlos III Guillermo
- 1738-1771: Carlos Federico I

en 1771 se convierte en Margrave de todo Baden